# Goichi Suda
Goichi Suda (須田剛一, Suda Gōichi; nascido em 2 de janeiro de 1968) é o CEO da Grasshopper Manufacture companhia japonesa que se dedica à produção de jogos. 

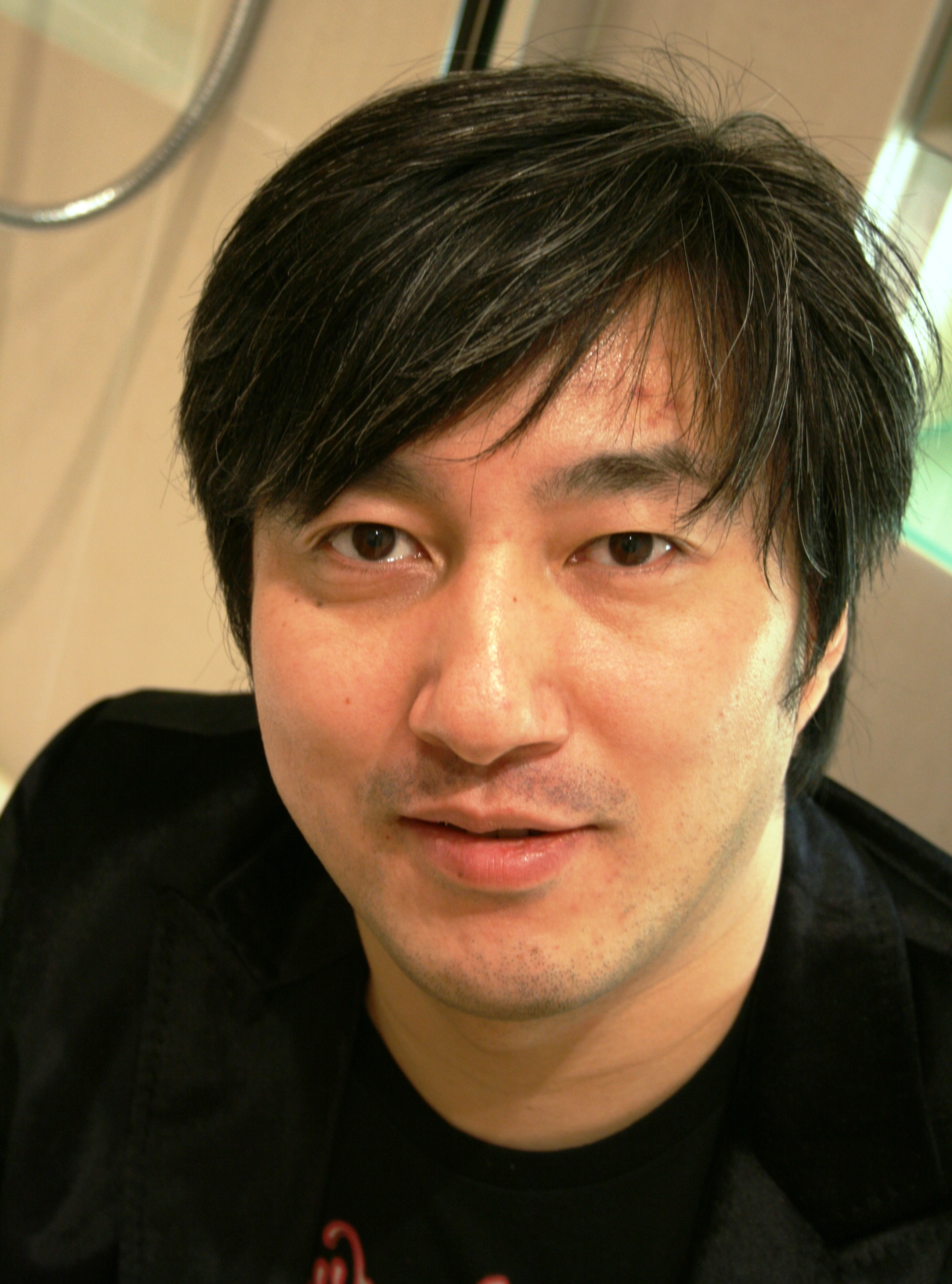
Goichi Suda

É também conhecido pelo apelido de Suda 51, sendo que o "5" vem de "go" em japonês, e o "1" de "ichi". Seus jogos são vistos pela crítica e jogadores como obras autorais.

## Principais trabalhos
Seus trabalhos incluem Moonlight Syndrome para PlayStation, The Silver Case, Michigan, Killer 7, Shadows of the Damned, e mais recentemente, No More Heroes para o Wii e Lollipop Chainsaw entre outros.

## Ludografia
| Título                                               | Plataforma                                    | Lançamento                                              | Apareceu como                |
| ---------------------------------------------------- | --------------------------------------------- | ------------------------------------------------------- | ---------------------------- |
| Super Fire Pro Wrestling 3 Final Bout                | Super Nintendo                                | Lançado no Japão(1993)                                  | Diretor                      |
| Super Fire Pro Wrestling Special                     | Super Nintendo                                | Lançado no Japão(1994)                                  | Diretor/Escritor             |
| Twilight Syndrome: Search                            | Playstation                                   | Lançado no Japão(1996)                                  | Diretor                      |
| Twilight Syndrome: Investigation                     | Playstation                                   | Lançado no Japão(1996)                                  | Diretor/Escritor             |
| Moonlight Syndrome                                   | Playstation                                   | Lançado no Japão(1997)                                  | Diretor/Escritor             |
| The Silver Case                                      | PlayStation                                   | Lançado no Japão(1999)                                  | Diretor/Escritor             |
| Flower, Sun, and Rain                                | PlayStation 2                                 | Lançado no Japão(2001)                                  | Diretor/Escritor             |
| Michigan: Report from Hell                           | PlayStation 2                                 | Lançado no Japão(2004) e Europa                         | Planejador original/Produtor |
| Killer7                                              | Nintendo GameCube, PlayStation 2, PC          | Lançado no Japão(2005), América do Norte e Europa       | Diretor/Escritor             |
| The Silver Case 25 Ward                              | i-mode, Yahoo! Keitai                         | Lançado no Japão(2005)                                  | Diretor/Escritor             |
| Samurai Champloo: Sidetracked                        | PlayStation 2                                 | Lançado no Japão(2005) e América do Norte               | Diretor/Escritor             |
| Contact                                              | Nintendo DS                                   | Lançado no Japão(2006), América do Norte e Europa       | Produtor                     |
| Blood+: One Night Kiss                               | PlayStation 2                                 | Lançado no Japão(2006)                                  | Diretor/Escritor             |
| No More Heroes                                       | Wii                                           | Lançado no Japão(2007), América do Norte e Europa(2008) | Diretor/Escritor             |
| Super Smash Bros. Brawl                              | Wii                                           | Lançado no Japão, América do Norte e Europa(2008)       | Agradecimentos especiais     |
| Flower, Sun and Rain: Murder and Mystery in Paradise | Nintendo DS                                   | Lançado no Japão(2008), América do Norte e Europa(2008) | Designer                     |
| Fatal Frame IV                                       | Wii                                           | Lançado no Japão(2008)                                  | Diretor/Escritor             |
| The Silver Case                                      | Nintendo DS                                   | Não foi lançado                                         | Diretor/Escritor             |
| No More Heroes 2: Desperate Struggle                 | Wii                                           | Lançado no Japão, América do Norte e Europa(2010)       | Diretor executivo/Escritor   |
| Shadows of the Damned                                | Xbox 360, PlayStation 3                       | Lançado na América do Norte e Europa(2011)              | Diretor Executivo/Escritor   |
| Rebuild of Evangelion: Sound Impact                  | PSP                                           | Lançado no Japão(2011)                                  | Produtor Criativo            |
| Sdatcher                                             | Radio drama de internet                       | Foi ao ar no Japão(2011)                                | Escritor/Dublador            |
| Sine Mora                                            | Xbox 360, PlayStation 3, PlayStation Vita, PC | Lançado em 2012                                         | Produtor                     |
| Diabolical Pitch                                     | Xbox 360 Kinect                               | Lançado em 2012                                         | Produtor                     |
| Lollipop Chainsaw                                    | Xbox 360, PlayStation 3                       | Lançado no Japão(2012)                                  | Diretor Criativo             |
| Liberation Maiden                                    | Nintendo 3DS, iOS                             | Lançado no Japão, América do Norte e Europa(2012)       | Escrito/Produtor             |
| Black Knight Sword                                   | Xbox 360, PlayStation 3                       | Lançado em 2012                                         | Produtor Executivo/Escritor  |
| Killer Is Dead                                       | Xbox 360, PlayStation 3, PC                   | Lançado em 2013                                         | Produtor Executivo/Escritor  |
| Liberation Maiden SIN                                | PlayStation 3, PlayStation Vita               | Lançado em 2013                                         | Escritor                     |
| Short Peace: Ranko Tsukigime’s Longest Day           | PlayStation 3                                 | Lançado no Japão, América do Norte e Europa(2014)       | Escritor                     |
| Let It Die                                           | Playstation 4                                 | Lançado em 2016                                         | Produtor                     |
| Travis Strikes Again: No More Heroes                 | Nintendo Switch, PC                           | Lançado em 2019                                         | Diretor/Escritor             |

## Música
Goichi Suda escreveu letras para duas músicas usadas em seus jogos. Uma música em japonês usada em Flower, Sun and Rain intitulada de "F.S.R. -For You-" e uma em inglês usada em No More Heroes. Esta batizada de "The Virgin Child Makes Her Wish Without Feeling Anything".